# 나준경
나준경 (1982년 4월 26일 ~ ) 은 대한민국의 희극 배우이다.

## 학력
- 예원예술대학교 코미디학 학사

## 출연작

### 방송
지상파
- 웃찾사 (SBS)
- 코미디쇼 웃으면 복이 와요 (MBC)
- 개그야 (MBC)
- 하땅사 (MBC)

공중파
- 켠김에 왕까지 (온게임넷)